# Volta a la Comunitat Valenciana 1995
La Volta a la Comunitat Valenciana 1995, cinquantatreesima edizione della corsa, si svolse dal 22 al 26 febbraio su un percorso di 819 km ripartiti in 5 tappe (la seconda suddivisa in due semitappe), con partenza a Calp e arrivo a Castellón de la Plana. Fu vinta dallo svizzero Alex Zülle della ONCE davanti al francese Laurent Jalabert e allo spagnolo Abraham Olano.

## Tappe
| Tappa  | Data        | Percorso                                      | km    | Vincitore di tappa | Leader cl. generale |
| ------ | ----------- | --------------------------------------------- | ----- | ------------------ | ------------------- |
| 1ª     | 22 febbraio | Calp > Calp                                   | 153   | Fabio Baldato      | Fabio Baldato       |
| 2ª-1ª  | 23 febbraio | Calp > Benidorm                               | 119   | Laurent Jalabert   | Fabio Baldato       |
| 2ª-2ª  | 23 febbraio | Benidorm > Benidorm (cron. individuale)       | 15,3  | Alex Zülle         | Alex Zülle          |
| 3ª     | 24 febbraio | Almussafes > Alcocéber                        | 196   | Nicola Minali      | Alex Zülle          |
| 4ª     | 25 febbraio | Alcalá de Chivert > Benicàssim                | 162,3 | Mario Cipollini    | Alex Zülle          |
| 5ª     | 26 febbraio | Castellón de la Plana > Castellón de la Plana | 173,2 | Mario Cipollini    | Alex Zülle          |
| Totale | Totale      | Totale                                        | 819   |                    |                     |

## Dettagli delle tappe

### 1ª tappa
- 22 febbraio: Calp > Calp – 153 km

| Pos. | Corridore         | Squadra       | Tempo    |
| ---- | ----------------- | ------------- | -------- |
| 1    | Fabio Baldato     | MG Boys       | 3h47'53" |
| 2    | Nicola Minali     | Gewiss-Ballan | a 1"     |
| 3    | Giovanni Lombardi | Polti         | s.t.     |

| Pos. | Corridore     | Squadra | Tempo |
| ---- | ------------- | ------- | ----- |
| 1    | Fabio Baldato | MG Boys |       |

### 2ª tappa - 1ª semitappa
- 23 febbraio: Calp > Benidorm – 119 km

| Pos. | Corridore        | Squadra | Tempo    |
| ---- | ---------------- | ------- | -------- |
| 1    | Laurent Jalabert | ONCE    | 3h03'15" |
| 2    | Fabio Baldato    | MG Boys | s.t.     |
| 3    | Erik Zabel       | Telekom | s.t.     |

| Pos. | Corridore     | Squadra | Tempo |
| ---- | ------------- | ------- | ----- |
| 1    | Fabio Baldato | MG Boys |       |

### 2ª tappa - 2ª semitappa
- 23 febbraio: Benidorm > Benidorm (cron. individuale) – 15,3 km

| Pos. | Corridore        | Squadra | Tempo  |
| ---- | ---------------- | ------- | ------ |
| 1    | Alex Zülle       | ONCE    | 18'47" |
| 2    | Laurent Jalabert | ONCE    | a 10"  |
| 3    | Rolf Sörensen    | MG Boys | a 15"  |

| Pos. | Corridore  | Squadra | Tempo |
| ---- | ---------- | ------- | ----- |
| 1    | Alex Zülle | ONCE    |       |

### 3ª tappa
- 24 febbraio: Almussafes > Alcocéber – 196 km

| Pos. | Corridore        | Squadra       | Tempo    |
| ---- | ---------------- | ------------- | -------- |
| 1    | Nicola Minali    | Gewiss-Ballan | 4h55'44" |
| 2    | Fabio Baldato    | MG Boys       | s.t.     |
| 3    | Laurent Jalabert | ONCE          | s.t.     |

| Pos. | Corridore  | Squadra | Tempo |
| ---- | ---------- | ------- | ----- |
| 1    | Alex Zülle | ONCE    |       |

### 4ª tappa
- 25 febbraio: Alcalá de Chivert > Benicàssim – 162,3 km

| Pos. | Corridore       | Squadra       | Tempo    |
| ---- | --------------- | ------------- | -------- |
| 1    | Mario Cipollini | Mercatone Uno | 3h58'54" |
| 2    | Stefano Zanini  | Gewiss-Ballan | s.t.     |
| 3    | Dmitri Konyshev | Aki           | s.t.     |

| Pos. | Corridore  | Squadra | Tempo |
| ---- | ---------- | ------- | ----- |
| 1    | Alex Zülle | ONCE    |       |

### 5ª tappa
- 26 febbraio: Castellón de la Plana > Castellón de la Plana – 173,2 km

| Pos. | Corridore       | Squadra       | Tempo    |
| ---- | --------------- | ------------- | -------- |
| 1    | Mario Cipollini | Mercatone Uno | 4h31'54" |
| 2    | Nicola Minali   | Gewiss-Ballan | s.t.     |
| 3    | Fabio Baldato   | MG Boys       | s.t.     |

| Pos. | Corridore        | Squadra | Tempo     |
| ---- | ---------------- | ------- | --------- |
| 1    | Alex Zülle       | ONCE    | 20h36'30" |
| 2    | Laurent Jalabert | ONCE    | a 10"     |
| 3    | Abraham Olano    | Mapei   | a 31"     |

## Classifiche finali

### Classifica generale
| Pos. | Corridore        | Squadra          | Tempo     |
| ---- | ---------------- | ---------------- | --------- |
| 1    | Alex Zülle       | ONCE             | 20h36'30" |
| 2    | Laurent Jalabert | ONCE             | a 10"     |
| 3    | Abraham Olano    | Mapei-GB-Latexco | a 31"     |